# Netfórum
A NETFÓRUM Kft-t (teljes nevén NETFÓRUM Üzletviteli Tanácsadó és Szolgáltató Kft.) 1997-ben magyar szakemberek részvételével azzal a céllal alapították, hogy a hazai információtechnológiai szaktudást az interneten létesítendő tematikus közösségi portálok szolgálatába állítsák.
A cég első rendszerét 1998. február 24-én indította el tozsdeforum.hu címen. Ennek célja egy olyan interaktív gazdasági, tőzsdei szakportál és hozzá kapcsolódó közösség létrehozása volt, ahol a szerkesztőségi hírek mellett az olvasók aktív részvételével, megosztott értesüléseikkel, véleményeikkel formált, folyamatos közösségi véleményalkotás zajlik. 
A projekt újszerű voltának és sikerének köszönhetően, később több, hasonló, tematikus közösségi portál létrehozásában is közreműködtek. Ilyenek például a sportforum.hu, a  holgyforum.hu, vagy a  zeneforum.hu címeken elérhető portálok is.
Ezeknek a munkáknak köszönhető, hogy a közben eltelt idő során az interaktív megoldások és egyéb közösségi funkciók tekintetében a NETFÓRUM szakmai csapata olyan mélységű és mennyiségű tapasztalatot szerzett, hogy sok egyéb, neves megrendelő mellett, például 2002-ben az akkori egyik országos kereskedelmi rádió, a Sláger Rádió honlapjának és közösségi tereinek kialakítására is ők kaptak megbízást.

## MODULARYS
A MODULARYS a NETFÓRUM által készített valamennyi weblap, portál látogatóit képes kis közösségekké formálni, legyen szó egy webáruház vásárlói közösségéről, távközlési cég ügyfélszolgálati rendszeréről, intézményi-, vállalati intranetről, belső informatikai portálról, óvodai szülői közösségről, vagy civil közösségi összefogás támogatásáról. 
Éppen ezért a benne fejlesztett modulok még mindig nem érték el végleges számukat, a fejlesztés folyamatos. 
Kész modulok például: Egyenlegkezelő, Eseménynaptár, Felhasználók kezelése, Fájlkezelő, Fórum, Hirdetések kezelése, Hirlevél, Képgaléria, Keres-Kínál, Letöltés kezelő, Linkgyüjtemény, Partnerek, RSS, Szavazás, Tartalom szerkesztő, Teszt/Kvíz, Űrlapkészítő, Videógaléria, Webáruház és így tovább.
A MODULARYS keretrendszerről, mint a cég egyik legfőbb alappillérérről a következőképpen szól a cégfilozófia:
"Mi nem olyan honlapokat készítünk, amelyet megbízónk is csak akkor keres fel, ha a megváltozott telefonszámát szeretné átvezetni. Olyat, amellyel megbízóinknak folyamatosan kell és érdemes foglalkoznia, amely nem csak egy jó honlap, az interneten megszámlálhatatlanul sok (jó) honlap között. Olyan portálokat, amelyek nem csak elhagyott bárkaként hánykolódnak üresen az óceán közepén, hanem, amelyek inkább egy internetes kikötőhöz hasonlíthatóak, ahova az arrajáró szörfösök is szívesen betérnek, és amelyekhez a csak hánykolódó bárkák is szívesen kötnék, kötik ki magukat."

## Főbb szolgáltatások címszavakban
- Egyedi alkalmazásfejlesztés, webfejlesztés
- Informatikai portál, weblap
- Domain, e-mail, webtárhely
- Webáruház, Storesys
- Keresőoptimalizálás (SEO)
- Webmarketing, hírlevélmarketing, közösségi kommunikáció, hirdetés
- Speciális informatikai szolgáltatások (támogatás, üzemeltetés)

## Társadalmi felelősségvállalás
A NETFÓRUM különösen fontosnak tartja, hogy a hazai kis- és középvállalkozásokat, valamint a nonprofit szervezeteket (alapítványok, óvodák, iskolák) kiemelten kezelje. Tárhelykirály elnevezésű szolgáltatásaival az induló vállalkozásokat, míg ingyenes projektjeivel a közjó szolgálatába állított intézményeket, szervezeteket, valamint az erre rászorulókat támogatja.

## Külső hivatkozások
- A NETFÓRUM Kft. honlapja
- A Tárhelykirály honlapja
- 2001. - Netfórum-DVSC a Borsodi Ligában
- 2002. - A Netfórum megvásárolta a viaNovo.hu-t
- 2002. - Mailbox motor a ViaNovo rendszerben is
- Spektrum célcsoportok
- 2007. - Díjátadó gála 2007[halott link]